# Славјански рејон
Славјански рејон (рус. Славянский район) административно-територијална је јединица другог нивоа и општински рејон смештен у западном делу Краснодарске покрајине, односно на југозападу европског дела Руске Федерације.
Административни центар рејона је град Славјанск на Кубану.
Према подацима националне статистичке службе Русије за 2017. на територији рејона живело је 132.468 становника или у просеку око 60,25 ст/км². По броју становника налази се на 8. месту међу административним јединицама Покрајине. Површина рејона је 2.199 км².

## Географија
Славјански рејон се налази у западном делу Краснодарске покрајине, обухвата територију површине 2.198,58 км² и по том параметру осми је по величини рејон у Покрајини. Граничи се са Темрјучким рејоном на југозападу, на југу је Кримски, истоку Красноармејски, североистоку Калињински и северу Приморско-ахтарски рејон. На западу излази на обале Азовског мора у дужини од око 45 км. 
Територија Славјанског рејона обухвата најзападнији, а уједно и најнижи део Кубањско-приазовске степе. Подручје је то смештено између акваторије Азовског мора на западу, реке Кубањ (60 км) на југу и њеног највећег рукавца Протоке (у дужини од 140 км) на истоку и северу, и представља северни огранак простране Кубањске делте. У западном делу рејона налази се пространо ујезерено подручје испресецано бројним каналима и мањим језерима лиманског порекла. То је централни део Кубањског лиманског система. Укупна површина тог мочварног екосистема је око 88.400 хектара и локалитет се налази под заштитом Рамсарске конвенције. 
Славјански рејон је један од највећих и најважнијих произвођача пиринча, не само у Краснодарској покрајини, него и на територији целе Русије. 

## Историја
Славјански рејон је успостављен 2. јуна 1924. као административна јединица тадашњег Кубањског округа Југоисточне области, и првобитно се састојао од 10 сеоских општина. Пре него што је 1937. ушао у састав данашње Краснодарске покрајине, налазио се у границама, прво Севернокавкаске, а потом Азовско-Црноморске покрајине. Град Славјанск на Кубану је у периоду 1965−2005. био издвојен из састава рејона.

## Демографија и административна подела
Према подацима са пописа становништва из 2010. на територији рејона живело је укупно 129.553 становника, док је према процени из 2017. ту живело 132.468 становника, или у просеку око 60,25 ст/км² (најређе насељен рејон у Покрајини). По броју становника налази се на 8. месту у Покрајини са укупним уделом у покрајинској популацији од 2,38%. 
| 1959.  | 1970.  | 1979.  | 1989.  | 2002.  | 2010.   | 2017.    |
| ------ | ------ | ------ | ------ | ------ | ------- | -------- |
| 75.376 | 44.748 | 55.642 | 59.266 | 66.129 | 129.553 | 132.468* |

Напомена:* Према процени националне статистичке службе. 
На територији рејона налази се укупно 45 насељених места административно подељених на 15 другостепених општина (једну урбану и 14 руралних). Административни центар рејона и његово највеће насеље је град Славјанск на Кубану у ком живи нешто мање од половине укупне рејонске популације. Највећа рурална насеља на подручју рејона су станице Анастасијевскаја (11.000) и Петровскаја (13.500 становника). 